# Золотая биснага
«Золотая бисна́га» (исп. Biznaga de Oro) — главный приз официального жюри Малагского фестиваля испанского кино, вручаемый в номинации «Лучший фильм» основной конкурсной программы. Вручается начиная с 1998 года, до 2004 года назывался «Первым призом». Название премии дал символ Малаги — биснага, искусно оформленный букет цветов жасмина.

## Лауреаты премии
| Год  | Фильм                                                  | Режиссёр                   |
| ---- | ------------------------------------------------------ | -------------------------- |
| 2013 | Пятнадцать лет и один день / 15 años y un día          | Грасия Керехета            |
| 2012 | Los niños salvajes                                     | Патрисия Феррейра          |
| 2011 | Пять квадратных метров / Cinco metros cuadrados        | Макс Лемке                 |
| 2010 | Ярость / Rabia                                         | Себастьян Кордеро          |
| 2009 | Стыд / La vergüenza                                    | Давид Планель              |
| 2008 | Три дня                                                | Франсиско Хавьер Гутьеррес |
| 2007 | Под звёздами / Bajo las estrellas                      | Феликс Вискаррет           |
| 2006 | Порывы ветра / Los aires difíciles                     | Херардо Эрреро             |
| 2005 | Маленькие секреты большого города / Tapas              | Хуан Крус и Хосе Корбачо   |
| 2004 | Эктор / Héctor                                         | Грасия Керехета            |
| 2003 | Торремолинос-73 / Torremolinos 73                      | Пабло Берхер               |
| 2002 | Другая сторона постели / El otro lado de la cama       | Эмилио Мартинес Ласаро     |
| 2001 | Без стыда / Sin vergüenza                              | Жоакин Ористрель           |
| 2000 | Секс из сострадания / Sexo por compasión               | Лаура Манья                |
| 1999 | Стёртые следы / Las huellas borradas                   | Энрике Габриэль            |
| 1998 | Первая ночь в моей жизни / La primera noche de mi vida | Мигель Альбаладехо         |